# Teucholabis carolinensis
Teucholabis carolinensis är en tvåvingeart som beskrevs av Alexander 1916. Teucholabis carolinensis ingår i släktet Teucholabis och familjen småharkrankar. Inga underarter finns listade i Catalogue of Life.